# Eressa buruana
Eressa buruana là một loài bướm đêm thuộc phân họ Arctiinae, họ Erebidae.